# سيموناس بيليس
سيموناس بيليس (مواليد 11 نوفمبر 1993) هو سبّاح ليتواني، مثّل بلاده في الألعاب الأولمبية الصيفية 2016.

## روابط خارجية
سيموناس بيليس على موقع الاتحاد الدولي للسباحة (الإنجليزية)
- سيموناس بيليس على موقع SwimRankings.net (الإنجليزية)
- سيموناس بيليس على موقع اللجنة الأولمبية الدولية (الإنجليزية)
- سيموناس بيليس على موقع أوليمبيديا (الإنجليزية)
- سيموناس بيليس على موقع اللجنة الأولمبية الليتوانية (الليتوانية)